# NGC 3603
NGC 3603 è una grande regione H II visibile nella costellazione della Carena.
Si individua ad ovest della grande Nebulosa della Carena, presso il bordo più occidentale del tratto luminoso della Via Lattea che caratterizza questa parte di cielo, l'Arco della Carena; fa parte del Braccio del Sagittario e può essere fotografato con relativa facilità attraverso un telescopio. Essendo un oggetto dalla declinazione fortemente australe, la sua osservazione è preclusa alla gran parte degli osservatori dell'emisfero boreale, mentre è ben osservabile dalle regioni dell'emisfero australe.
La nebulosa è visibile al telescopio come una piccola nebulosità con un colore tendente sul giallo, dovuto all'effetto dell'assorbimento stellare. Negli anni sessanta fu scoperto che si tratta di una sorgente ad alta temperatura di onde radio; quando fu noto il fenomeno degli starburst, si assimilò questo processo alla nebulosa: in effetti si tratta di una regione dove la formazione stellare è vigorosa. Al suo interno sono presenti molte stelle blu, nonché alcune nebulose oscure; l'astro catalogato come Sher 25, all'interno della nebulosa, è una stella prossima al punto in cui esploderà come supernova. NGC 3603 ospita anche importanti fenomeni di formazione stellare, testimoniati dalla presenza di otto maser conosciuti, di cui cinque ad acqua, due OH e uno al metanolo; sono inoltre presenti numerose sorgenti di radiazione infrarossa, alcune delle quali piuttosto appariscenti. NGC 3603 fa parte di una nube molecolare gigante indicata come GMC 291.6-0.7, della quale costituisce la porzione ionizzata e luminosa.
L'ammasso aperto associato alla nebulosa contiene diverse stelle di grande massa, fra le quali spiccano 14 componenti estremamente calde di classe O3 e tre massicce stelle di Wolf-Rayet. La sua stella centrale è nota come HD 97950, una stella estremamente massiccia; l'ammasso stesso costituisce una delle più alte concentrazioni di stelle di grande massa conosciute all'interno della Via Lattea, ed è infatti un'importante fonte di radiazione ultravioletta, che ha disgregato e allontanato il gas circostante formando una grande bolla di vento stellare.